# Stadtprozelten
Stadtprozelten település Németországban, azon belül Bajorországban. Lakosainak száma 1604 fő (2023. december 31.). Stadtprozelten Dorfprozelten, Eschau, Altenbuch, Faulbach és Wertheim községekkel határos.

## Népesség
A település népessége az elmúlt években az alábbi módon változott:
| Lakosok száma | 831  | 1001 | 1112 | 1504 | 1530 | 1504 | 1496 | 1530 | 1522 | 1604 |
|               | 1875 | 1950 | 1975 | 1987 | 2012 | 2014 | 2016 | 2017 | 2021 | 2023 |